# Göran Armsköld
Göran Andersson Armsköld, ursprungligen Andersson, död 7 mars 1655 i Malexanders församling, Östergötlands län, var en svensk militär.

## Biografi
Göran Armsköld blev 1623 fänrik vid Östgöta kavalleriregemente, 1626 löjtnant och 27 juli 1628 ryttmästare. Han adlades 26 oktober 1628 till Armsköld och introducerades 1633 i Sveriges Riddarhus som nummer 198. Armsköld blev lamskjuten av fienden i strid och hemförlovades 29 juli 1629 till Sverige av för att kurera sig. Han var 1633 av sår och travallier så förlamad, att han inte kunde fortsätta sin krigstjänst. Armsköld avled 1655 på Bollnäs i Malexanders socken och begravdes i Malexanders kyrka, där hans vapen och namn fanns målat på ett bräde i kyrkan.

### Egendom
Armsköld ägde Ekäng i Asby socken och Bollnäs i Malexanders socken. Han fick 1629 donation på hemmanen Häggebo i Nykils socken, Högebo i Malexanders socken, Högelycke i Torpa socken, Yckö i Gammalkils socken och Snararp i Asby socken.

### Familj
Armsköld gifte sig före 28 mars 1614 med Margareta Månsdotter (Stjärnbjälke), arvskifte hölls efter henne 29 november 1650, dotter till krigshövitsmannen Måns Olofsson (Stjärnbjälke) till Ekäng, och Anna Brömsdotter Bagge af Berga. De fick tillsammans barnen kaptenlöjtnanten Olof Armsköld (död 1686), Catharina Armsköld (1615–1698) som var gift med kaptenen Knut Ulf af Horsnäs, Brita Armsköld som var gift med kaptenen Peder Fahnehielm och ryttmästaren Odert Poll, Anna Armsköld som var gift med ryttmästaren Anders Persson Rosensabel, Elsa Armsköld som var gift med kaptenen Peder Lindeskyld och Måns Armsköld.